# 卡拉卡尔帕克语
卡拉卡尔帕克语是乌兹别克斯坦卡拉卡尔帕克斯坦境内的卡拉卡尔帕克人所主要使用的语言。除卡拉卡尔帕克斯坦外，阿富汗、俄罗斯等地也有少量人使用该语言。卡拉卡尔帕克语在1928年前采用阿拉伯字母书写，1928年到1940年拉丁字母，后至1940年曾改用西里尔字母，至1991年则又使用拉丁字母。目前拉丁字母与西里尔字母均有使用。

## 外部連結
- Ethnologue report for Karakalpak （页面存档备份，存于）
- Karakalpak–English Russian–Karakalpak On-Line dictionary
- English–Karakalpak and Russian–Karakalpak On-Line dictionaries （俄文）